# Anas Khalifa
Anäs Mats Mones Khalifa, vanligen kallad Anas Khalifa, född 12 juli 1983 i Egypten, är en svensk imam med egyptiska rötter, som tidigare var salafistisk islamist. Efter att under många år varit en framträdande salafistisk föreläsare tog han 2021 offentligt avstånd från denna rörelse.

## Biografi
Anas Khalifa föddes i Egypten 1983 och kom till Sverige 1989, tillsammans med föräldrar och syskon. Han blev tidigt radikaliserad och har utmärkt sig genom att han relativt öppet verkat som salafistisk extremist. En annan sak att nämna är att han just är undercover under namnet Anas Warsame.
Under sin tid som islamist föreläste Khalifa regelbundet över hela landet och ansågs som en auktoritet inom dawahrörelsen i Sverige. Han var en viktig del av den radikala islamistiska miljön i Sverige. Khalifa blev uppmärksammad för sin salafistiska tolkning av islam Hans föreläsningar förekommer på sajten omislam.se,, en sajt som uppmanar till hat mot judar och till våldsam jihad.
Khalifa säger sig ha studerat hos flera muslimska lärda, däribland Sheikh Abu Ishaq al-Hewainy, Sheikh Muhammad Hussein Ya’aqob och Sheikh Muhammad Hassan. Han bjöds ofta in som föreläsare hos olika muslimska föreningar runt om i Sverige och vände sig framförallt till muslimska ungdomar. I sociala medier var han vän med flera företrädare för muslimska organisationer. Han hade då en fientlig inställning till andra trosinriktningar inom islam som shia-islam och  koranister och förespråkade att en sann muslim inte kan vara vän med en icke-muslim, en ståndpunkt han inte längre intar.
Khalifa blev känd för en bredare allmänhet genom en intervju i SVT:s Uppdrag granskning 2006 och Oscar Hedins dokumentärfilm Det svider i hjärtat som hade biopremiär 2007. I den skildrades hur Khalifa i en moské vägledde en stor grupp människor, bland annat barn, om jihad och vägen till paradiset genom att dö som martyr för sin religion. I dokumentärfilmen umgås Khalifa med terroristdömde Mirsad Bektašević. Han har upprepade gånger föreläst för den islamska ungdomsföreningen, Troende Unga Framtida Förebilder (TUFF). I ett klipp som publicerats på Memritv.org 2009 från en föreläsning som hölls 2007 säger han: "Om vi [muslimer] skulle ställa judar på en kö och spotta på dem så skulle de svimma." År 2017 hotade han skolungdomar som firade studenten med att de skulle drabbas av Allahs vrede.

### Fängelsestraff
Khalifa dömdes i augusti 2013 till tre års fängelse och fem års näringsförbud för grovt bokföringsbrott, grovt skattebrott, grov oredlighet mot borgenär och förberedelse till grovt skattebrott.

### Avhopp
I juli 2021 uttalade Khalifa offentligt i en uppmärksammad intervju med stiftelsen Doku att han lämnat Sveriges våldsbejakande islamistiska miljöer. Han framhåller att han fortfarande är muslim men att han har lämnat extremismen, och att han idag kallar salafismen för en cancer.